# Lijst van vlaggen van Dominicaanse deelgebieden
Dit artikel bevat een lijst van vlaggen van Dominicaanse deelgebieden. Dominicaanse Republiek telt 31 provincies  en 1 district.

## Vlaggen van provincies

Azua
Baoruco
Barahona
Dajabón
Duarte
Elías Piña
El Seibo
Espaillat
Hato Mayor
Hermanas Mirabal
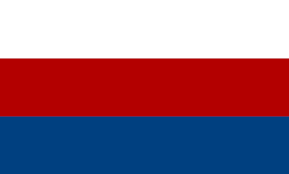
Independencia
La Altagracia
La Romana
La Vega
María Trinidad Sánchez
Monseñor Nouel
Monte Cristi
Monte Plata
Pedernales
Peravia
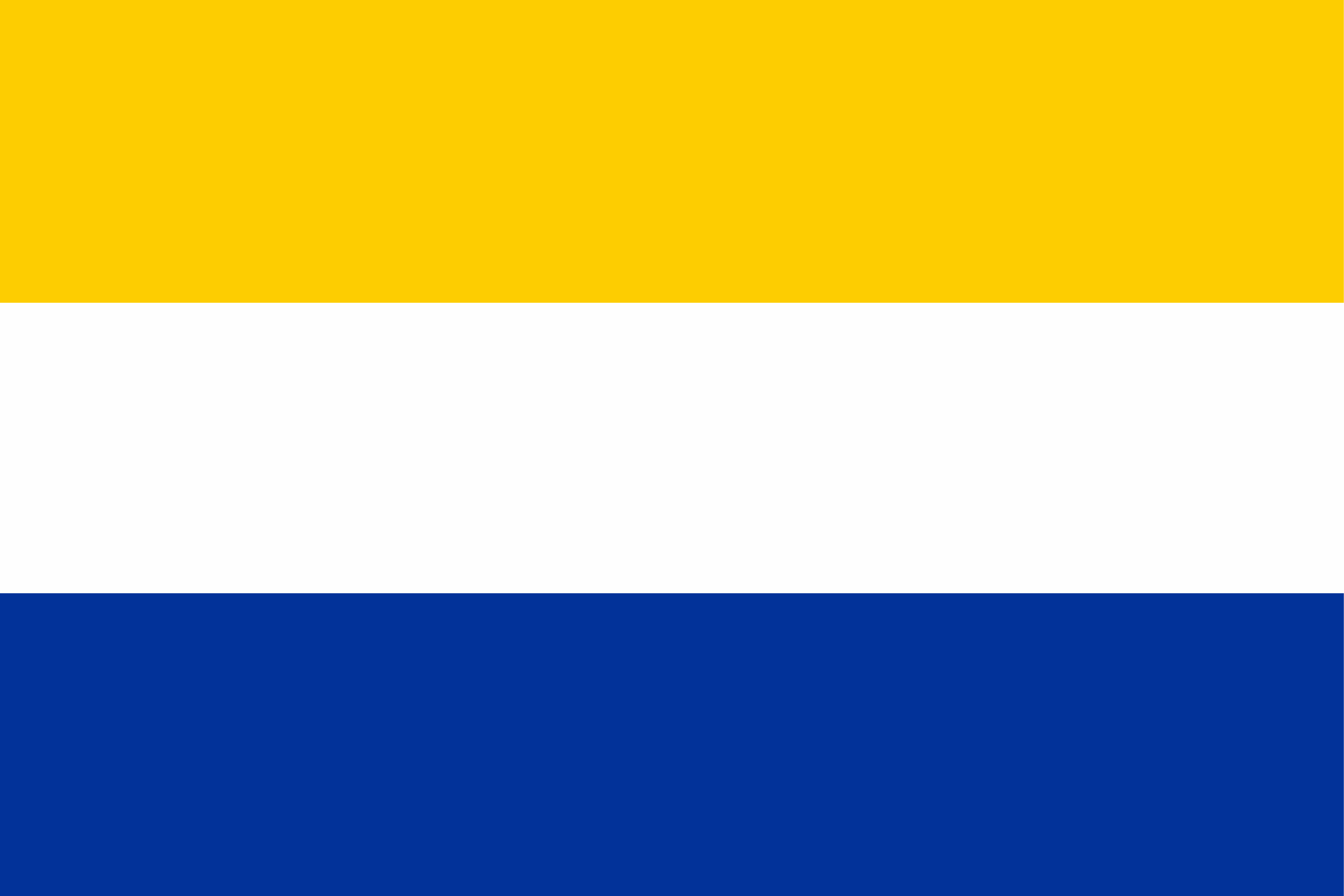
Puerto Plata
Samaná
Sánchez Ramírez
San Cristóbal
San José de Ocoa
San Juan
San Pedro de Macorís
Santiago
Santiago Rodríguez
Santo Domingo
Valverde

## Vlaggen van het district

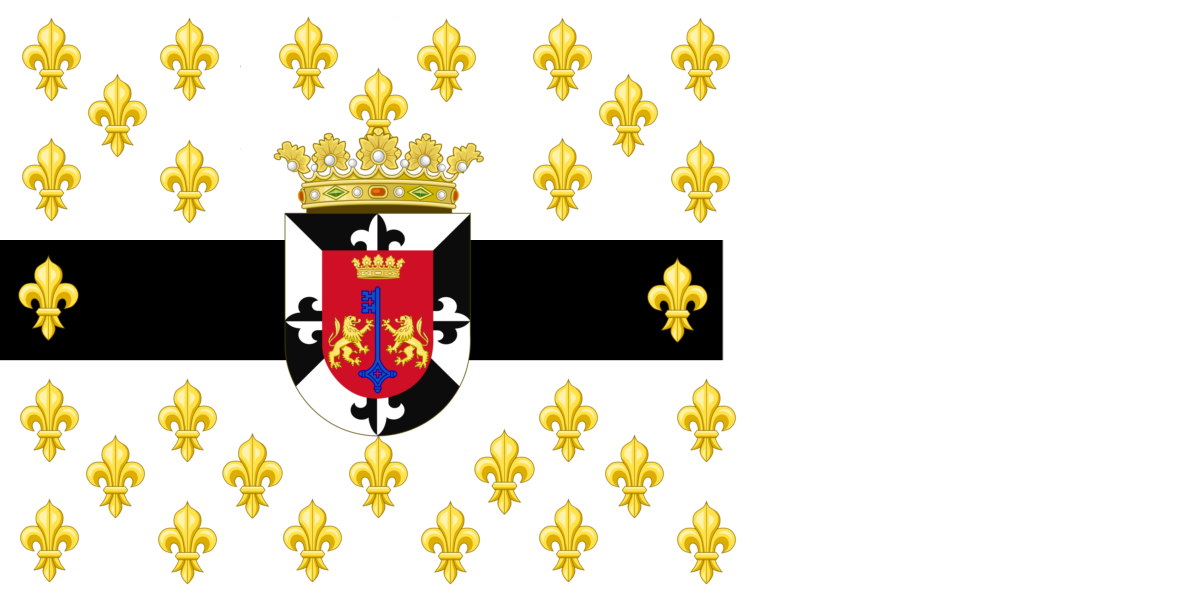
Distrito Nacional

Albanië · Andorra · Argentinië · Australië · Bahrein · België · Bolivia · Bosnië en Herzegovina · Brazilië · Bulgarije · Canada · Chili · China · Colombia · Comoren · Costa Rica · Denemarken · Dominicaanse Republiek · Duitsland · Ecuador · Egypte · El Salvador · Estland · Ethiopië · Filipijnen · Finland · Frankrijk · Gabon · Georgië · Ghana · Griekenland · Guatemala · Guyana · Honduras · Hongarije · Ierland · India · Indonesië · Irak · Italië · Japan · Kazachstan · Kenia · Kirgizië · Koeweit · Kroatië · Liberia · Litouwen · Maleisië · Marshalleilanden · Mexico · Micronesië · Moldavië · Mongolië · Myanmar · Nederland · Nicaragua · Nieuw-Zeeland · Nigeria · Noorwegen · Oeganda · Oekraïne · Oostenrijk · Pakistan · Palau · Panama · Papoea-Nieuw-Guinea · Paraguay · Peru · Polen · Portugal · Roemenië · Rusland · Salomonseilanden · Sao Tomé en Principe · Servië · Slowakije · Soedan · Somalië · Spanje · Sri Lanka · Suriname · Tanzania · Thailand · Tsjechië · Uruguay · Vanuatu · Venezuela · Verenigd Koninkrijk · Verenigde Arabische Emiraten · Verenigde Staten · Wit-Rusland · Zuid-Afrika · Zuid-Korea · Zuid-Soedan · Zweden · Zwitserland
Historisch: Joegoslavië · Oostenrijk-Hongarije · Sovjet-Unie
Zie ook: Vlaggenlijsten per land · Vlaggen van afhankelijke gebieden · Vlaggen van gemeenten (per land)